# バッティスタ・スフォルツァ
バッティスタ・スフォルツァ （Battista Sforza、1446年 - 1472年）は、ウルビーノ公フェデリーコ・ダ・モンテフェルトロの妃。
ペーザロ領主アレッサンドロ・スフォルツァ（ミラノ公フランチェスコ・スフォルツァの同母弟）の長女として生まれた。
1460年に結婚、8子をもうけたが成人したのは6子である。末子グイドバルドを生んだ1472年、グッビオで死去。モンテフェルトロ家の菩提寺サン・ベルナルディーノ教会に埋葬された。

## 子女
- エリザベッタ（1461年 - 1510年） - 1475年にリミニ領主ロベルト・マラテスタと結婚
- ジョヴァンナ - 1474年にセニガッリア領主ジョヴァンニ・デッラ・ローヴェレと結婚、後のウルビーノ公フランチェスコ・マリーア1世の母
- アグネシーナ - 1474年にマリーノ領主ファブリツィオ・コロンナと結婚
- コスタンツァ - サレルノ侯アントネッロ・サンセヴェリーノと結婚
- ヴィオランテ - ガレオット・マラテスタと結婚
- キアラ - 修道女
- グイドバルド（1472年 - 1508年） - ウルビーノ公